# Kościół Bożego Ciała w Górze
Kościół Bożego Ciała – rzymskokatolicki kościół pomocniczy należący do parafii św. Katarzyny Aleksandryjskiej w Górze. Znajduje się na cmentarzu parafialnym.
Jest to budowla późnogotycka, wybudowana na początku XVI wieku, i przebudowana w XVIII wieku. Kościół jest orientowany, murowany, posiada jedną nawę, jego wnętrze nakryte jest drewnianym sklepieniem pozornym. We wnętrzu zachowały się fragmenty rzeźbionego ołtarza z 1512 roku. 
Świątynia nakryta jest dachem dwuspadowym. Wnętrze posiada kształt wydłużonego prostokąta. Sklepienie pozorne jest ozdobione bogatą polichromią, tematycznie związaną z wezwaniem świątyni. Do wyposażenia budowli należą intarsjowana ambona z 1571 roku i malowidło ścienne Biczowanie.
Kościół pełni dziś funkcję kaplicy cmentarnej.